# Philippe Pot

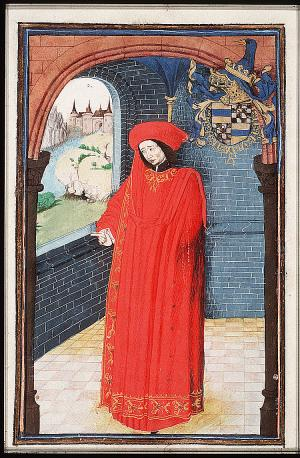
Philippe Pot im Wappenbuch des Ordens vom Goldenen Vlies (Den Haag, KB, 76 E 10, fol. 68v)

Philippe Pot (* 1428 in La Rochepot, Frankreich; † 16. September 1493 in Dijon) war ein hoher burgundischer und französischer Hofbeamter.

## Leben
Philippe war der Sohn von Jacques Pot und Enkel von Régnier Pot, dem Kammerherrn Philipps des Kühnen (siehe Pot (Adelsgeschlecht)). Sein Taufpate war der burgundische Herzog Philipp der Gute, an dessen Hof er Karriere machte und der ihn 1463 in den Ritterorden des Goldenen Vlieses aufnahm. Er häufte Ehren und Ämter an, war Botschafter in London und wurde 1473 zum Großen Hofmeister ernannt.
Philippe Pot diente auch dem Nachfolger Philipps, Karl dem Kühnen, bevor er sich König Ludwig XI. von Frankreich näherte. Als Karl starb und damit die Linie der Herzöge von Burgund beendet war, wechselte er zu König Ludwig XI. von Frankreich über. Dieser ernannte Philippe am 21. September 1477 zum Großseneschall (Generalgouverneur) von Burgund und nahm ihn in den Ordre de Saint-Michel auf. Wegen seines Wechsels an den französischen Hof wurde er 1481 aus dem Orden vom Goldenen Vlies ausgeschlossen.
Ende der 1470er Jahre ließ Pot die Burg Châteauneuf-en-Auxois, die Philipp der Gute ihm 1457 geschenkt hatte, umbauen.
König Karl VIII., der Nachfolger Ludwigs XI., übertrug ihm das Logis du Roi zu Dijon und nahm ihn in den königlichen Rat auf. Im September 1493 starb Philippe Pot.

## Grabmal

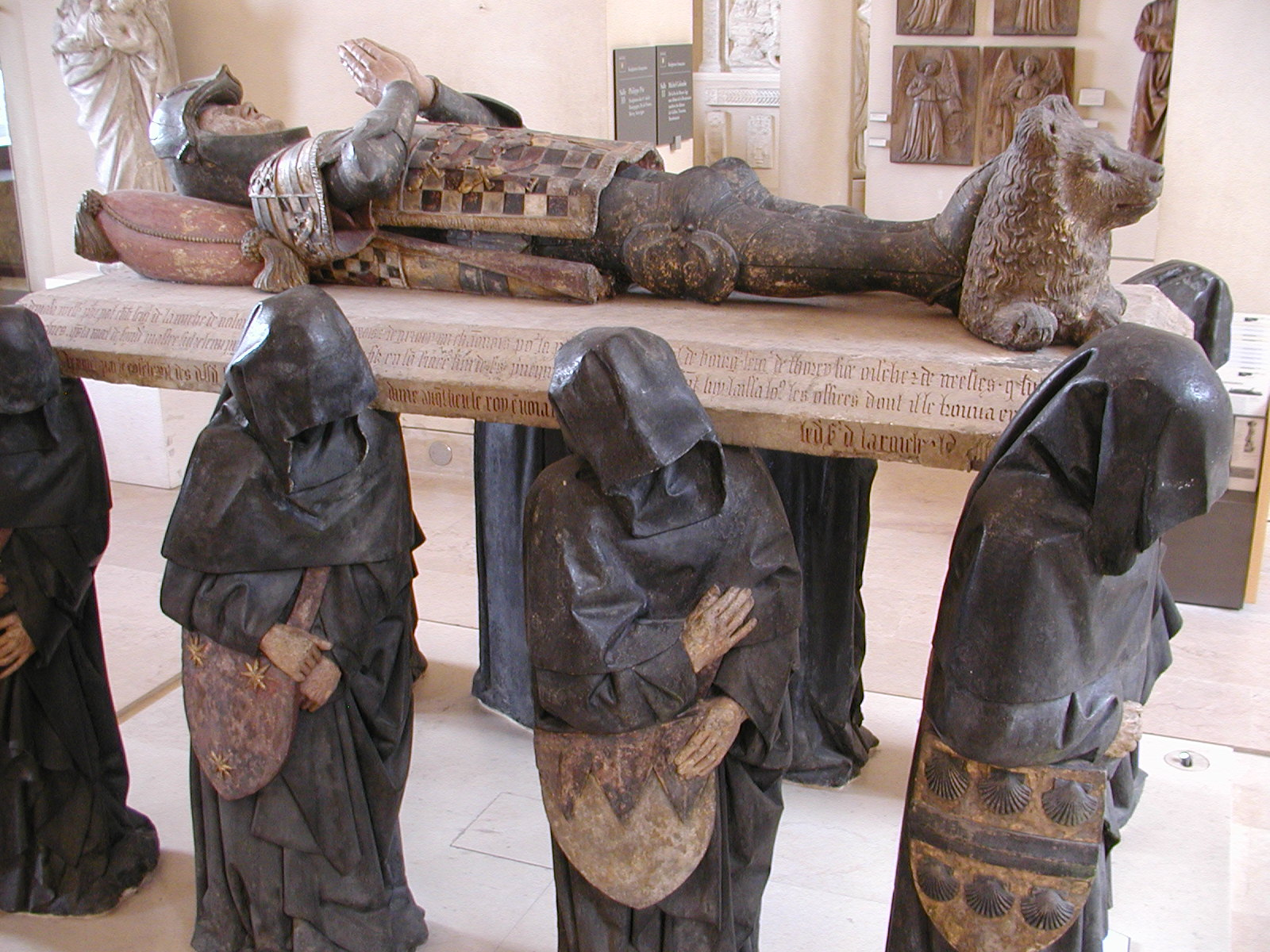
Grabmal von Philippe Pot im Pariser Louvre

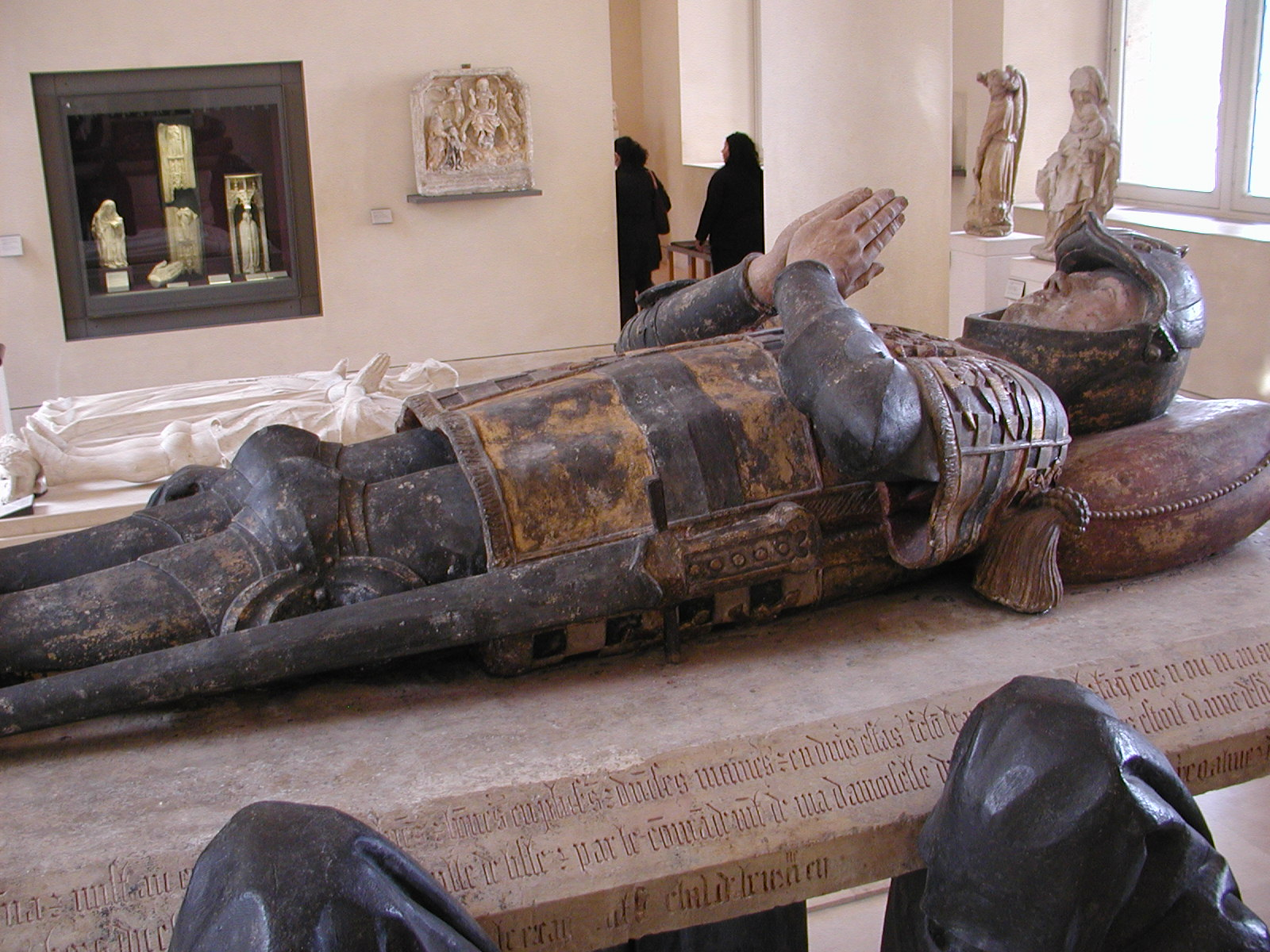
Grabmal von Philippe Pot im Pariser Louvre

Bekannt ist Philippe Pot vor allem durch sein Grabmal, das sich im Louvre in Paris befindet. Er ließ es selbst schon zu seinen Lebzeiten zwischen 1477 und 1483 vorbereiten. Das Grabmal befand sich ursprünglich in der Kapelle Johannes des Täufers in der Abteikirche von Cîteaux. Nach der Zerstörung der Kirche durch die Französische Revolution ging es in Privatbesitz über, bevor es schließlich 1886 vom französischen Staat aufgekauft wurde.
Die Liegefigur des Verstorbenen liegt auf einer Grabplatte mit einer dreizeiligen Inschrift auf, die von acht Trauernden getragen wird. Durch das Fehlen einer Tumba hat das Grabmal einen sehr lebendigen Eindruck und erinnert an burgundische Bestattungsprozessionen, in denen der Leichnam zu Grabe getragen wird. Es fällt aus den üblichen Grabmalsdarstellungen des 15. Jahrhunderts heraus und ist in dieser Komposition singulär.
Besondere Rezeption erfuhr das Grabmal im 19. Jahrhundert durch Maler, die das Grabmal in idyllische Szenen einflochten (Charles Édouard de Beaumont, Alfred Stevens), und durch Auguste Rodin, der durch die ebenerdige Aufstellung der nahezu lebensgroßen Figuren inspiriert wurde, seine Bürger von Calais ebenfalls ohne Sockel darzustellen.